# Oratha sericea
Oratha sericea là một loài bướm đêm trong họ Geometridae.